# Albert Bruylants
Albert Bruylants est un chimiste belge né à Bruxelles le 22 août 1915 et mort le 12 juillet 1990. Professeur de chimie organique à l'Université catholique de Louvain (UCL), il fut président de l'Union internationale de chimie pure et appliquée (UICPA) et directeur de la classe "Science" de l'Académie Royale de Belgique en 1983. Il remporte différents prix pour ses recherches.

## Biographie
Fils de Pierre Bruylants (1885-1950) et petit-fils de Gustave Bruylants (1850-1925), Albert est né à Saint-Gilles le 22 août 1915. Après des études primaires et secondaires à Louvain et Godinne, il est proclamé, en 1938, docteur en sciences naturelles à l’Université catholique de Louvain (UCL). Après avoir obtenu son doctorat, il étudie un an à Groningue.
En mai 1940, il participe à la campagne des 18 jours et est fait prisonnier de guerre, mais il est rapidement libéré.
En 1941, il est nommé aspirant FNRS. L'année suivante, il succède à son père à la chaire de chimie générale de l'UCL et enseigne la chimie organique et la chimie générale aux étudiants.
Il participe à la création des Jeunesses scientifiques de Belgique en 1958-59 et en 1960, il bénéficie d’une bourse de la Commission for Relief of Belgium. 
En plus de l’enseignement, il remplit un certain nombre de tâches administratives au sein de l’UCLouvain. Il est doyen de la faculté des sciences de 1963 à 1969 et président et fondateur du groupe de contact de chimie organique entre 1971 et 1972 et de 1978 à 1982. Ce groupe est chapoté par le FNRS. Il dirige le Centre interuniversitaire de chimie organique qui réunit l’ Université libre de Bruxelles, l’UCLouvain, l’Université de Liège, l’UGent et la Faculté universitaire de Gembloux. Il accède à l’éméritat en 1984.
Complémentairement à sa carrière académique et à ses recherches, il est bourgmestre de Winksele de 1953 à 1958.
En 1966, il est nommé membre correspondant de l’Académie royale des Sciences, des Lettres et des Beaux-Arts de Belgique. Il en devient membre effectif en 1977 et directeur de la classe des sciences en 1983. 
Il est membre pendant 25 ans de la 4e commission scientifique du FNRS et président de la Société royale de Chimie de 1961 à 1962. Il est membre du Conseil national de la politique scientifique. 
Il est membre honoraire de la Société chimique de France et membre de l’Académie internationale de Lutèce, de l’Académie européenne des sciences des Arts et des Lettres de l’Unesco, de la Société de chimie industrielle, de l’American Chemical Society et du comité de la Maison de la Chimie.
Il est professeur invité aux universités de Paris, Aix-Marseille et Montpellier.
Il decède à Woluwé-saint-Lambert le 12 juillet 1990.

## Travaux

### Recherches en chimie organique et en chimie physique organique
Passionné par la relation entre la structure et la réactivité, il étudie cette relation au moyen de la cinétique chimique. Il s’intéresse également aux structures géométriques et aux isomères et étudie, par exemple, les amides insaturés.
Il s’intéresse également aux réactions des nitriles, à la condensation des fonctions carbonylées avec des dérivés du méthylène et de la chloration. Il consacre plusieurs publications sur la cinétique de l'hydrolyse des amides, aussi bien aliphatiques qu’aromatiques. Il fait une étude profonde des effets de l’acide nitrique sur les amides. Il déduit les mécanismes de réaction en étudiant des séries homologues.
Bruylants s’attaque également à l’examen d’une réaction déjà étudiée par son père mais en adoptant une analyse quantitative. Il mesure les constantes de vitesse de l’addition des organomagnésiens sur les nitriles.
Il publie également plusieurs de ses cours, entre autres, la chimie générale, rédigée avec J. Verhulst et J.C. Jungers.
Il poursuit de cette manière le travail de son père qui avait publié en 1920, le Traité de chimie élémentaire 

### Histoire des sciences
Il fait des recherches sur l’histoire générale, sur l’histoire de la médecine et plus particulièrement sur l’histoire de la chimie en Belgique. Il étudie également l’histoire de sa propre famille dans l’article Gustave Bruylants, Fernand Ranwez et leur école de pharmacie à l'Université de Louvain (1875-1925).
Il rédige la biographie de différents chimistes comme Louis Henry, Van Tiggelen, etc.
En dehors de l’histoire des sciences, il s’intéresse à Napoléon et à la bataille de Waterloo. Il est membre du Comité National de Logique, Histoire et Philosophie des Sciences. Il est vice-président de la Commission de la Biographie Nationale. Il est membre fondateur et vice-président de l'Association pour l'histoire des sciences et des techniques à Bruxelles. Il est également délégué belge au groupe de travail « Histoire de la chimie » de la Fédération Européenne des Sociétés Chimiques. Il est membre de différentes associations internationales qui ont trait à l’histoire des sciences : le Comité Lavoisier de l’Institut de France, le Liebig’s Museum Giessen, le  Comité de l'Histoire, travaillant sous l'égide de l'Académie des Sciences, à Paris, etc. 

## Distinctions et récompenses
- Prix Baron Louis Empain (1939)
- Médaille Lavoisier (1958)
- Docteur honoris causa de l’Université de Rennes (1965) et d’Aix-Marseille (1968).
- Médaille Roi Albert du FNRS.
- Prix Agathon De Potter (1978)
- Médaille d’or de l’Académie internationale de Lucète

## Publications
- Albert Bruylants a publié plus de 200 articles scientifiques
- "Les chimistes louvanistes et leur temps: L'École Centrale de la Dyle 1795-1814 et l'Université d'État 1816-1835", in Bulletin trimestriel de l'Association des Amis de l'Université de Louvain, n°3, 1955.
- La liste complète des publications de Bruylants est disponible dans DELMON, Bernard, "Notice sur Albert Bruylants", in Annuaire de l’Académie Royale des Sciences et Belles-Lettres de Bruxelles, Bruxelles, 1992, p. 23-70.